# Память льда
Память льда (англ. Memories of Ice) — роман Стивена Эриксона из серии «Малазанская книга павших»; на языке оригинала вышел в 2001 году.
Сюжет романа продолжает события первой книги цикла — «Сады луны». Основное действие происходит одновременно с событиями второй книги — «Врата дома смерти» и начинается через два месяца после завершения действия первой книги.

## Сюжет
Объявленная императрицей Ласин вне закона армия Дуджека Однорукого объединяется с бывшими врагами — бессмертными полководцами Каладаном Брудом и Каллором — чтобы сражаться против тиранической империи Паннионского Пророка. Войска Пророка собираются осадить город Капустан, который защищает наёмный отряд Серых мечей — рыцарей бога-кабана Фенира. Союзники спешат на помощь: их сопровождают племена риви, среди которых находится Серебряная Лиса. В ней живёт душа погибшей малазанской колдуньи Таттерсейл.
В это время Искалеченный бог, который был закован другими богами в цепи более ста тысяч лет назад, пытается вновь обрести свободу, создав свой собственный Дом в Колоде Дракона (Фатид) и вступив в игру с другими богами. Присутствие Искалеченного бога мучает богиню Земли и отравляет магические Пути; если его не остановить, то вся магия исчезнет и мир погибнет…

## Издания
На русском языке книга существует только в любительском переводе. Издание официального перевода анонсировано на 2014 год.
В 2016 году выпущен комплект из двух томов. Единым томом роман вышел в издании «Азбуки-Аттикус» в 2023 году.